# 16645 Aldalara
16645 Aldalara este un asteroid din centura principală, descoperit pe 22 septembrie 1993, de Orlando Naranjo.